# Hamad Hospital
Hamad Hospital (in arabo مستشفى حمد) è una stazione della linea Verde della metropolitana di Doha.

## Storia
La stazione è stata aperta al pubblico il 10 dicembre 2019, insieme al resto della prima fase della linea.

## Servizi
La stazione dispone di:
- Biglietteria automatica
- Servizi igienici
- Sala preghiera

## Interscambi
La stazione è servita dalla rete autobus gestita da Mowasalat e dalla rete autobus metrolink.
- Fermata autobus